# Molly O'Day
Suzanne Dobson Noonan, más conocida como Molly O'Day (16 de octubre de 1911 – 22 de octubre de 1998), fue una actriz cinematográfica estadounidense.
Su hermana mayor era la actriz Sally O'Neil. Nacida en Bayonne, Nueva Jersey, su primera actuación tuvo lugar en el corto de Laurel and Hardy 45 Minutes from Hollywood, en 1926. También trabajó en la serie de cortos Our Gang, de Hal Roach y, al igual que su hermana, fue elegida una de las WAMPAS Baby Stars, aunque en 1928. Tras actuar en una docena de títulos en los años treinta, se retiró. 
Estuvo casada con Jack Durant y con James Kenaston.  Falleció en Avila Beach, California.
Tiene una estrella en el Paseo de la Fama de Hollywood, en el 1700 de Vine Street